# Яблонкі (Лодзинське воєводство)
Яблонкі (пол. Jabłonki) — село в Польщі, у гміні Ласьк Ласького повіту Лодзинського воєводства.
У 1975-1998 роках село належало до Серадзького воєводства.